# Dutch Swing College Band
 (décembre 2020).
Si vous disposez d'ouvrages ou d'articles de référence ou si vous connaissez des sites web de qualité traitant du thème abordé ici, merci de compléter l'article en donnant les références utiles à sa vérifiabilité et en les liant à la section « Notes et références ».
Dutch Swing College Band est un groupe de jazz néerlandais.

## Biographie
Le groupe est composé de grand ténors du jazz et est dirigé par Peter Schilperoort jusqu'en 1990.
La composition du groupe n'a jamais été figée. Elle change au gré des départs et des nouveaux venus.
En fait la composition du groupe change presque à chaque album ou chaque concert.

### Au commencement
Le groupe a été créé le 5 mai 1945, le jour de la libération des Pays-Bas à la fin de la 2e guerre mondiale.
La composition était :
- Peter Schilperoort (clarinette)
- Frans Vink (piano, leader)
- Henny Frohwein (contrebasse)
- Tonny Nüsser (batterie)
- Booba
- Vico
- Bambin
- Nico

Même si au départ il n'y avait pas un style type, vers 1946 le groupe a choisi de jouer du dixieland. Dans la même année, le leadership du groupe a été confié à Peter Schilperoort alors que Frans Vink quitta le groupe. Celui-ci fut remplacé par Joop Schrier au piano. L'orchestre a été en même temps étendu avec les participations de Kees van Dorsser (trompette), Wim Kolstee (trombone) et Arie Merkt (batterie), ceux-ci correspondant à la direction musicale pris par le groupe. Le nom du groupe n'était pas figé au début. L'orchestre a été souvent nommé (sur les labels de disque de l'époque) "The Orchestra of the Dutch Swing College". Aux environs de 1948 ont débuté les premiers enregistrements vinyles et du coup la popularité de l'orchestre accru rapidement. Les années 1940 et 1950 ont marqué le renouveau du dixieland. C'était la musique à la mode chez les jeunes.

### Les années du succès
Les années 1950 ont vu le triomphe de l'orchestre. Le son caractéristique recherché et produit était axé sur l'utilisation de 2 clarinettistes et 2 trompettistes. Aux côtés de Peter Schilperoort il y avait Dim Kesber à la 2e clarinette. La 2e trompette était confiée à diverses personnes. En plus des enregistrements vinyles il y avait aussi la radiodiffusion "live". Le groupe a aussi attiré l'attention en dehors des Pays-Bas. Des artistes très connus du monde du jazz ont été les invités du groupe, entre autres soprano-saxophoniste Sidney Bechet (qui écrit pour le groupe depuis devenu célèbre le titre Dutch Swing College Blues), et la chanteuse Neva Raphaello qui devint invitée d'honneur et régulier depuis l'enregistrement du titre Doctor Jazz.
Comme cité dans l'introduction, la composition du groupe n'était pas figée (surtout à ses débuts et dans les années 1950). Entre-temps, la contrebasse avait été confiée à Bob van Oven et Arie Ligthart joua le banjo et la guitare. Peter Schilperoort très perfectionniste est resté leader du groupe.
Des années 1950 sont restés des grands succès tels que Doctor Jazz, When the Saints go Marching In (tous deux enregistrés sur les 2 faces d'un disque 78 tours enregistré en 2 parties), King Porter Stomp (avec Sidney Bechet), Dutch Swing College Blues (aussi avec et écrit par Sidney Bechet), Cake Walking Babies Back Home, Mon Homme et le titre pouvant être nommé l'hymne du groupe depuis le début : Way Down Yonder in New Orleans.
Peter Schilperoort quitta le groupe en 1955 pour aller travailler chez l'avionneur Fokker en tant qu'ingénieur. Il fut remplacé à la direction du groupe par le pianiste Joop Schrier. Comme nouveau clarinettiste nous trouverons Jan Morks. Pour le départ de Peter Schilperoort et en son honneur a été organisé un grand concert au Kurhaus à Schéveningue. Le vinyle du concert est toujours un objet de collection.

### D'amateur à Professionnel

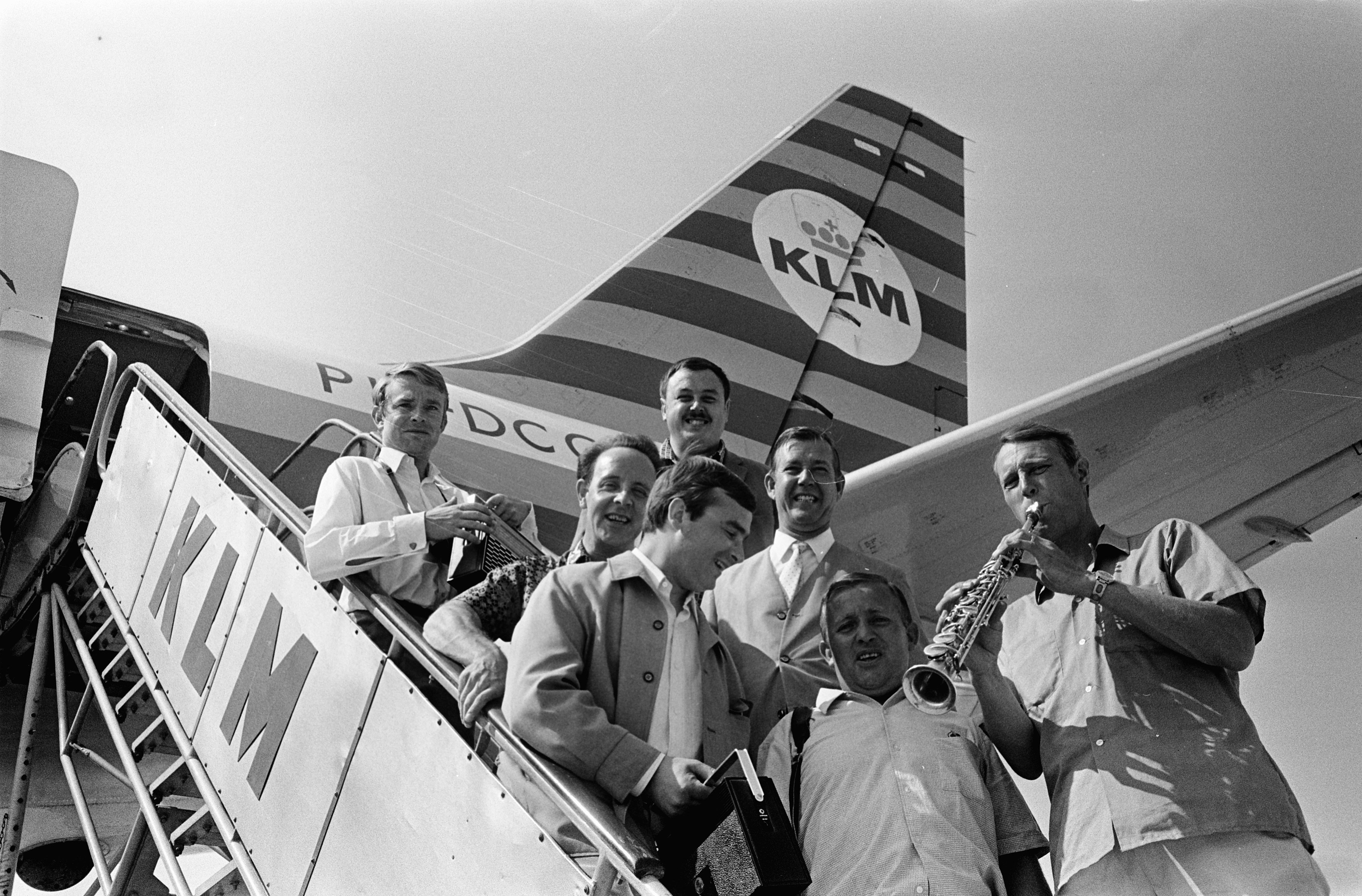
Dutch Swing College Band (1969)

Au début des années 1960 nous observons un déclin au près du public de la musique dixieland. Le groupe décida donc de diversifier son répertoire, mais le "dixie" resta quand même bien ancré. Dans le même mouvement le groupe est devenu professionnel. Jusque-là tous étaient amateur et avaient un métier pour vivre. Au vu du choix de l'orchestre Peter Schilperoort décida de réintégrer « son » groupe. Joop Schrier, Wybe Buma et Wim Kolstee quittèrent le groupe.
En tant qu'orchestre professionnel le groupe continuait à avoir du succès. Les tournées s'enchainaient à l'extérieur des Pays-Bas. Et même si l'intérêt pour la musique « dixie » diminuait, le groupe a toujours su garder un public de fans. La sonorité caractéristique de l'orchestre fut préservée. Seul le piano disparut de la formation. Le clarinettiste Jan Morks et le batteur Martien Beenen quittèrent le groupe  essentiellement à cause d'une incompatibilité d'humeur entre Peter Schilperoort et Jan Morks.

### Depuis 1990
Peter Schilperoort décéda en 1990. Il avait jusque-là dirigé la formation depuis presque 40 ans (de 1946 à 1990 avec une absence de 1955 à 1960). La place de leader a été confiée au clarinettiste Bob Kaper. La composition du groupe changea régulièrement comme cela a déjà été le cas. L'arrivée de nouveaux musiciens eut comme effet l'expérimentation de nouvelles tendances musicales. Bob Kaper laissa la rigueur d'avant pour marquer le rajeunissement du groupe.
Bob Kaper décida tout de même en 2000 de remanier en profondeur l'orchestre pour arriver à une composition de 8 musiciens telle qu'avait connu le groupe à son heure de gloire des années 1950. Un retour aux sources complet sans en être une copie conforme. Par contre, le son typique DSC (Dutch Swing College) avait été retrouvé.
Le groupe The Dutch Swing College Band est la composition orchestrale de jazz professionnel ayant le plus duré au monde. Elle compte de nombreux fans depuis 1945.
Il n'est pas étonnant que certaines compositions de musiciens aient des préférences auprès du public. Il n'y a rien sans commencement.
Le Dutch Swing College Band a toujours vécu avec son temps. Jouant des compositions musicales écrites par les membres du groupe ou des arrangements de titres existants. Un mariage de "l'avant et du présent" qui a fait que la qualité musicale ait été maintenu à un très haut niveau.

## Membres

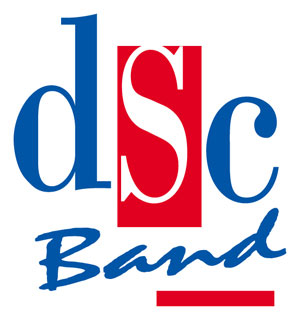

Artistes ayant contribué au "Dutch Swing College Band":
| Artiste            | Instrument  | Membre de | à    | commentaire        |
| ------------------ | ----------- | --------- | ---- | ------------------ |
| Peter Schilperoort | Clarinette  | 1945      | 1955 | leader depuis 1946 |
| Peter Schilperoort | Clarinette  | 1960      | 1990 | leader             |
| Frans Vink         | Piano       | 1945      | 1946 | leader             |
| Henny Frohwein     | Contrebasse | 1945      |      |                    |
| Tonny Nüsser       | Batterie    | 1945      |      |                    |
| Joop Schrier       | Piano       | 1946      |      |                    |
| Kees van Dorsser   | Trompette   | 1946      |      |                    |
| Wim Kolstee        | Trombone    | 1946      |      |                    |
| Arie Merkt         | Batterie    | 1946      |      |                    |

Plusieurs artistes sont invités:
- Neva Raphaello, invitée d'honneur régulière de 1952 à 1958 (en live à Amsterdam en 1958)
- Sidney Bechet
- Teddy Wilson, (1964, 1966, 1967, 1972, 1973)
- Kenny Ball
- Chris Barber
- Acker Bilk
- Rita Reys
- Papa Bue
- Annette Lowman
- Frank Roberscheuten
- Peter Kanters
- Tom Stuip

## Discographie partielle
- 1955 : Dixieland Goes Dutch - Epic
- 1959 : Swinging Studio Sessions - Philips
- 1961 : 12 Jazz Classics - Philips
- 1962 : Dixie Gone Dutch - Philips
- 1964 : The Dutch Swing College Band Meets Teddy Wilson
- 1972 : Dutch Swing College Band Meets Joe Venuti - DSC Production
- 1974 : Live 1974 - DSC Production
- 1981 : Digital Dixie - Philips
- 1985 : Digital Anniversary - Philips
- 2005 : The Swing Code
- 2006 : Swing that Music